# Quintanilla de Arriba
Quintanilla de Arriba – gmina w Hiszpanii, w prowincji Valladolid, w Kastylii i León, o powierzchni 28,08 km². W 2011 roku gmina liczyła 174 mieszkańców.